# 新雪谷車站
新雪谷車站（日语：／ Niseko eki */?），又常譯為二世谷、二世古，JR北海道則是在中譯文件中直接採羅馬拼音「Niseko」稱呼本站，是一由北海道旅客鐵道（JR北海道）所經營的鐵路車站，位於日本北海道虻田郡新雪谷町，是JR北海道函館本線的沿線車站之一，也是所在地新雪谷町的主車站。新雪谷車站屬於JR北海道本社（札幌總部）的直轄範圍，由俱知安負責管理，並委託由新雪谷度假村觀光協會（株式会社ニセコリゾート観光協会）代為經營。

## 簡介
由於是以滑雪度假而聞名的新雪谷地區最主要的交通樞紐，相對於鄰近地區的車站，新雪谷車站無論是在設施還是在使用率上都高出許多。目前的站房是1965年時修築的第二代站房，是一棟磚造一層樓、擁有山間小屋風格的歐式建築。
1990年時，為了配合蒸汽動力臨時快速列車「C62新雪谷號」的延長運行，將一整套的轉車台自根室本線上的新得移設至此地，並設於車站靠函館方向的線路上，但轉車台在1995年該列車停止行駛之後即未再使用過。目前負責拖行臨時列車「SL新雪谷號」的，則是不靠轉車台換方向也能倒退行駛的C11型。

### 站名
新雪谷車站在1904年初設時，原名真狩，1906年時改名為狩太，直到1968年時，配合所在地行政區名改為「新雪谷町」（ニセコ町，1964年時由狩太町改名而來），而改為新雪谷的現名，是日本全國第一個站名全使用片假名拼寫的鐵路車站。
新雪谷車站是日本少數只使用片假名標示的車站。（Niseko）源自阿伊努語nisey-ko，本來解作「險峻的斷崖」。在JR北海道的中文網頁中，並未設有相對應的中文譯名，但在華語圈中，此地名分別有「二世古」（香港、台灣）、「二世谷」（台灣）、「新雪谷」等譯法。就算是日本當地也有不同的譯法，例如「新雪谷町」町政府、「新雪谷渡假村觀光協會」就譯為「新雪谷」；北海道政府總務部危機對策局危機對策課屬下的防災小組所開設的「北海道防災資訊網」則翻譯作「二世古町」。

## 車站構造

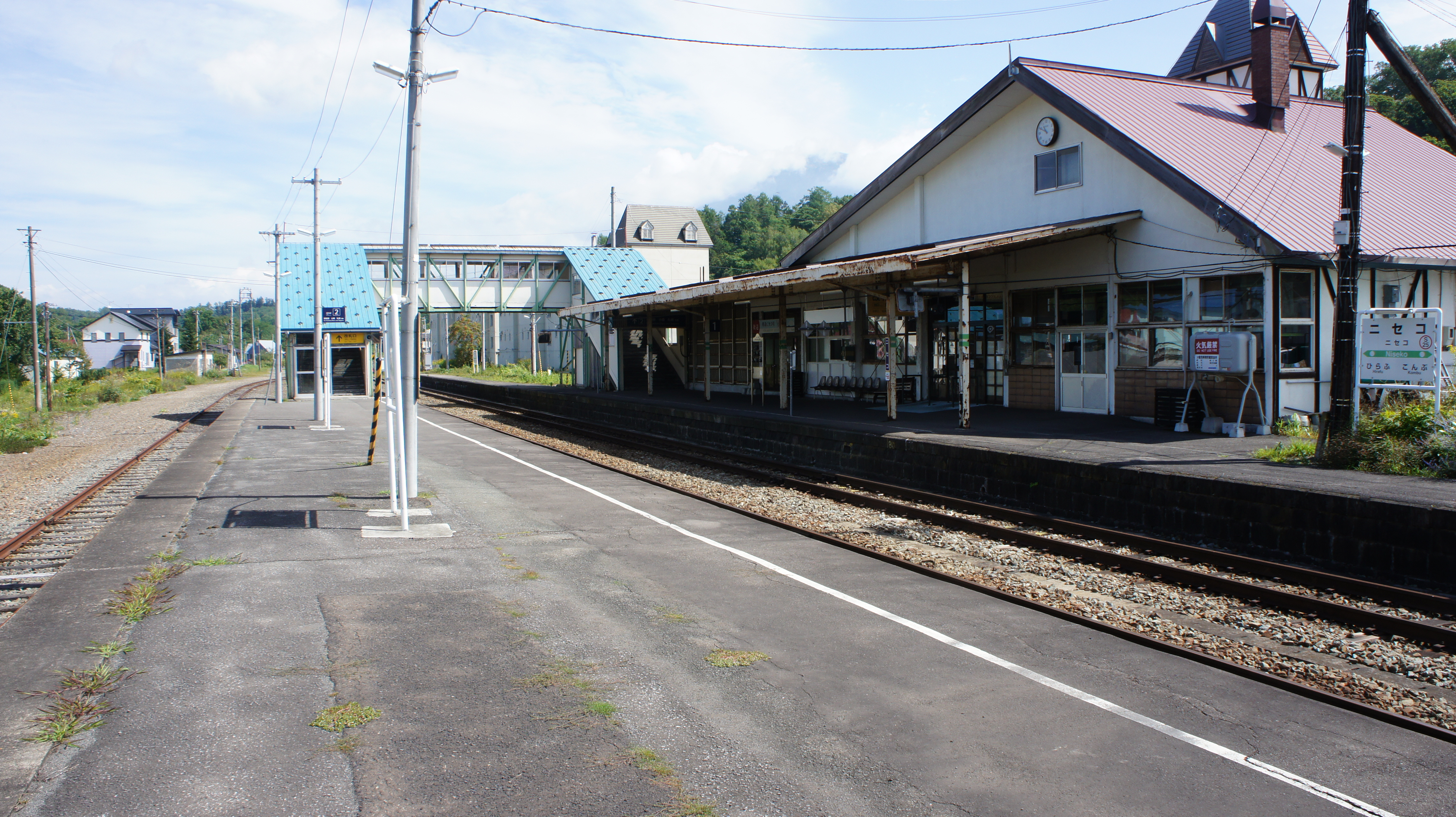
車站的島式月台

新雪谷是一個設有一座島式月台、3條乘車線的地面車站，月台與站舍之間是以跨線天橋連結。較靠近站房的1、2號月台是上下行正線軌道，但島式月台外側、最遠離站房的3號線因為只有朝俱知安方向的路軌因此平常並不使用，只有在臨時列車增發之際的折返等時時使用。
| 月台 | 路線      | 方向 | 目的地                   | 備註                             |
| ---- | --------- | ---- | ------------------------ | -------------------------------- |
| 1    | ■函館本線 | 下行 | 往小樽方向               | 只限「SL新雪谷號」、臨時特急停靠 |
| 1    | ■函館本線 | 上行 | 往長萬部方向             | 只限「SL新雪谷號」、臨時特急停靠 |
| 2    | ■函館本線 | 下行 | 往俱知安、小樽、札幌方向 |                                  |
| 3    | ■函館本線 | 下行 | 往俱知安、小樽、札幌方向 | 只限臨時列車運行時折返           |

## 相鄰車站
北海道旅客鐵道（JR北海道）
■函館本線
■臨時特急「特急新雪谷」
昆布（S26）－新雪谷（S25）－俱知安（S23）
■快速「Niseko Liner」（只限下行往札幌）、■普通
昆布（S26）－新雪谷（S25）－比羅夫（S24）